# Taschorema rugulum
Taschorema rugulum är en nattsländeart som beskrevs av Arturs Neboiss 1962. Taschorema rugulum ingår i släktet Taschorema och familjen Hydrobiosidae. Inga underarter finns listade i Catalogue of Life.